# 銀池寺

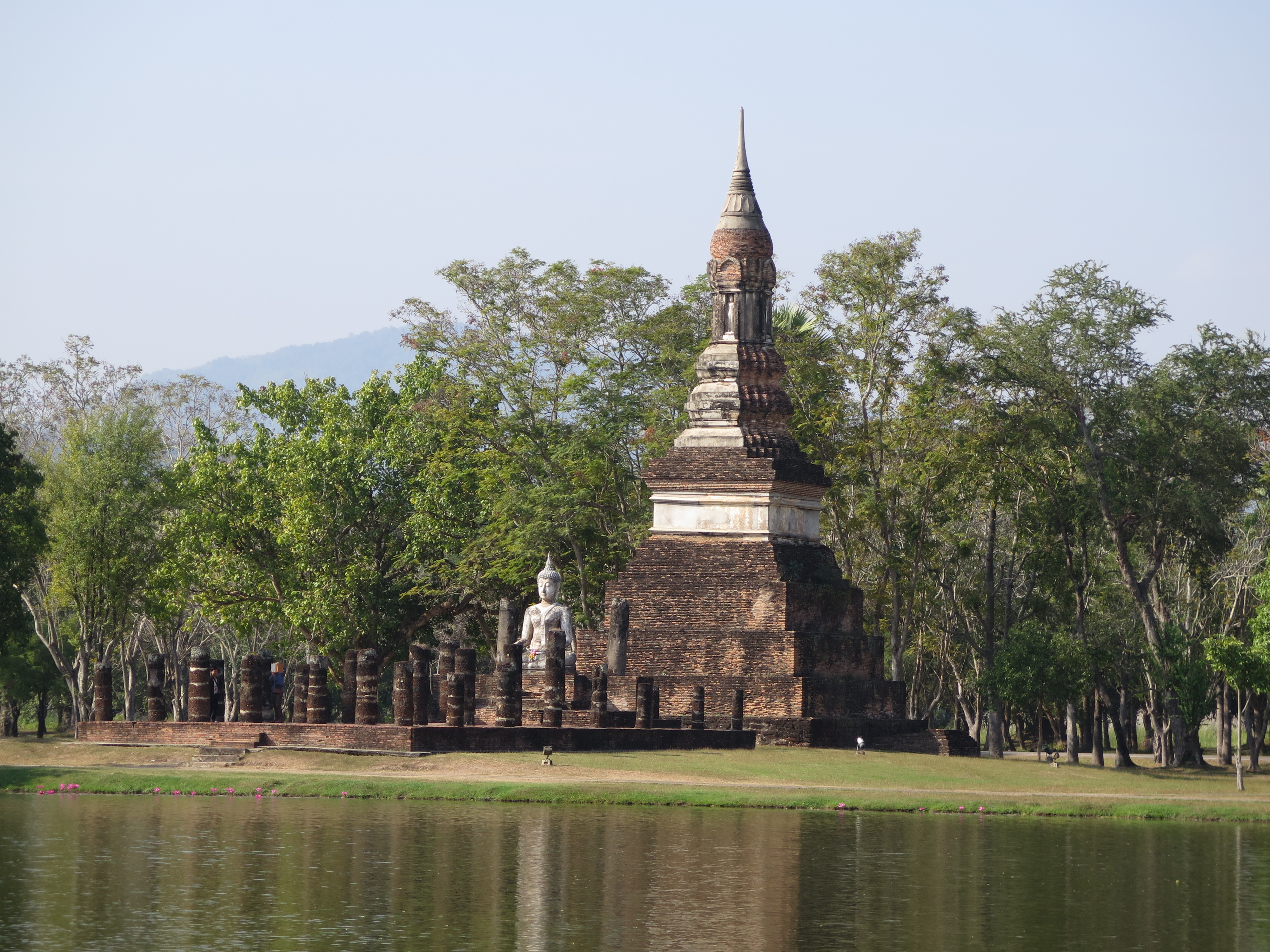
位於銀池旁的銀池寺

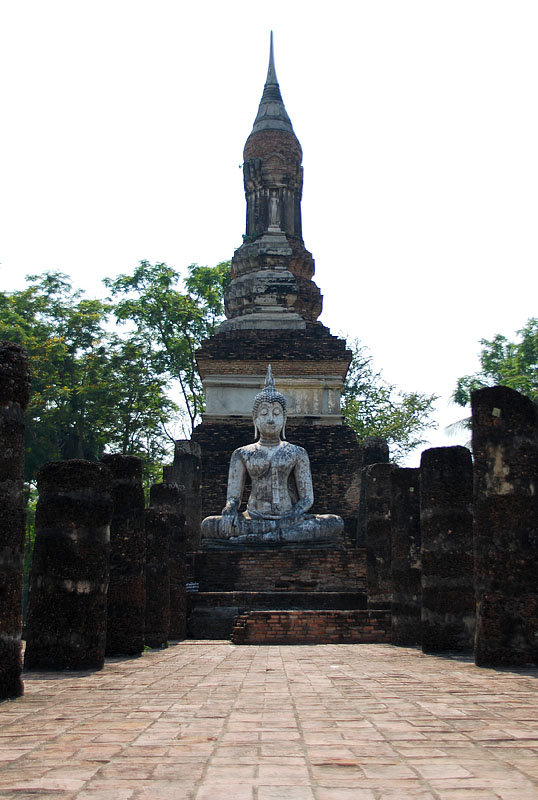
銀池寺的坐佛

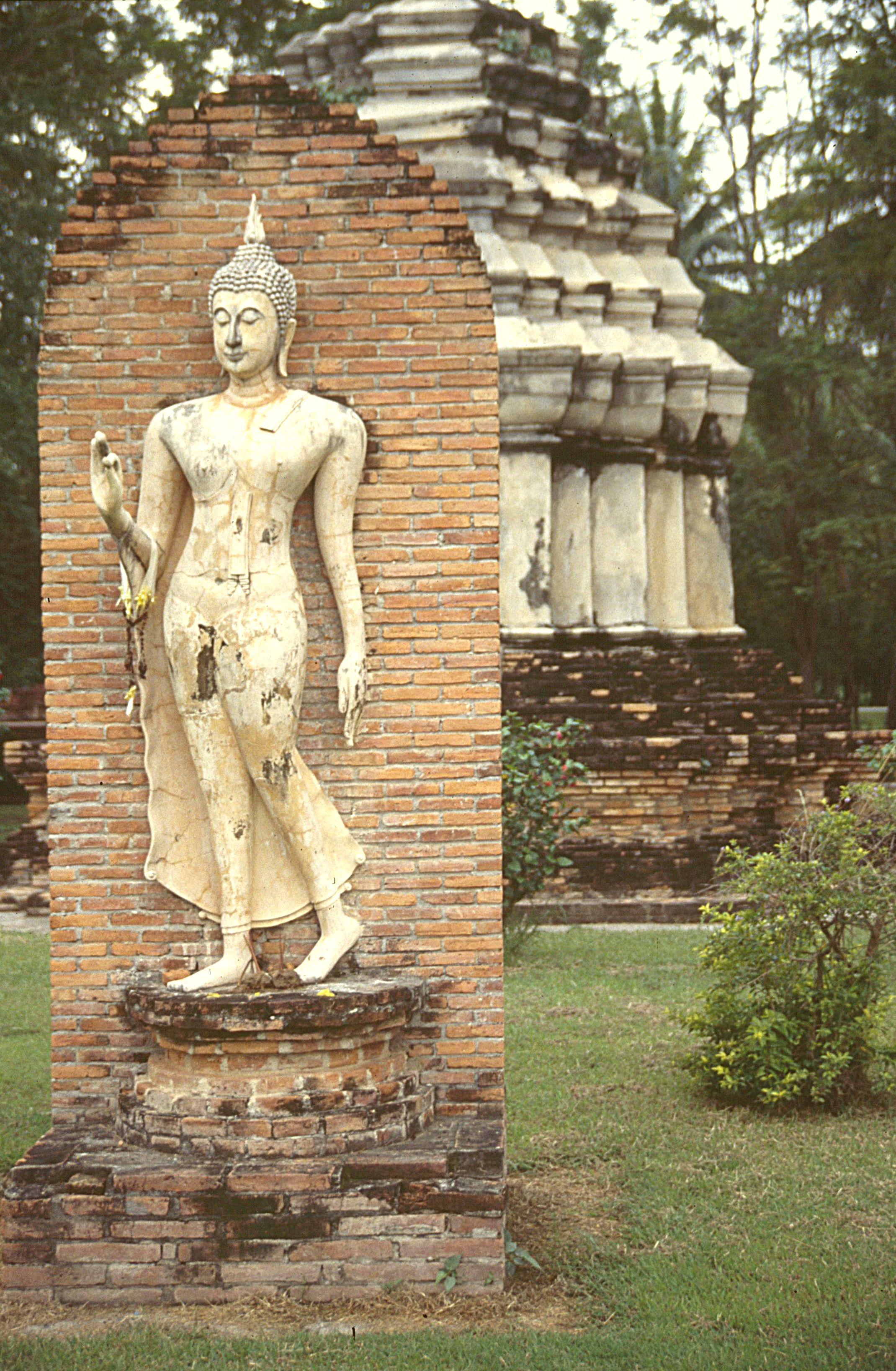
磚牆前的行走佛

銀池寺（英語：Wat Traphang Ngoen）位於泰國大城府的素可泰遺蹟公園（英語：Sukhothai Historical Park）。銀池寺興建於14世紀（素可泰王朝時期），與瑪哈泰寺（Wat Mahathat）在同一時期建造。
素可泰古城內有四座大水池，分別為東方金池、西方銀池、北方白池與空心菜池，由於銀池寺建於銀池池畔，故以銀池為名。

## 建築
銀池寺沒有邊界墻，由主佛塔、正殿、偏殿組成。主佛塔受到錫蘭風格影響，塔頂呈現長橢圓形，佛塔上有四組蓮花花蕾狀的壁龕。
正殿位於東側池塘中央的小島上，在素可泰王朝時期，「正殿」象徵完整性，一般會用池水將偏殿與其餘設施隔開，正殿現僅存基座石柱與部分磚頭。

## 坐佛
銀池寺裡供奉的坐姿釋迦牟尼佛像，佛像的面部呈長橢圓型，表情肅穆沉靜，雙目半闔俯視群生，頭上顆粒狀的髮螺上繫著火焰狀的髮髻，造形相當獨特。佛像背倚著蓮花佛塔，在朝夕餘輝映照下，倒影會剛好映在銀池之中，這是當初設計建造者的巧思構想。

## 行走佛
行走佛浮刻在一面磚牆上，是素可泰王朝時期佛教藝術的特色，行走佛足踏蓮花，寓意佛陀慈悲憐憫眾生，於塵世中救度眾生而不染著於塵世。佛像面容飽滿圓潤，右手輕捻手印、左手自然垂下。

## 白色佛像
銀池寺前有一尊白色佛像，盤膝而坐，腰帶垂至肚臍，為素可泰王朝時期佛像特徵。

## 周邊景點

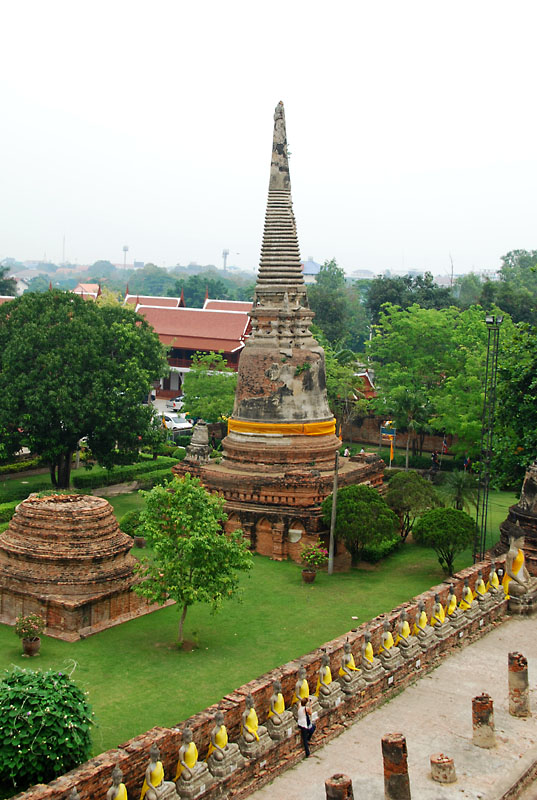
崖差蒙空寺。
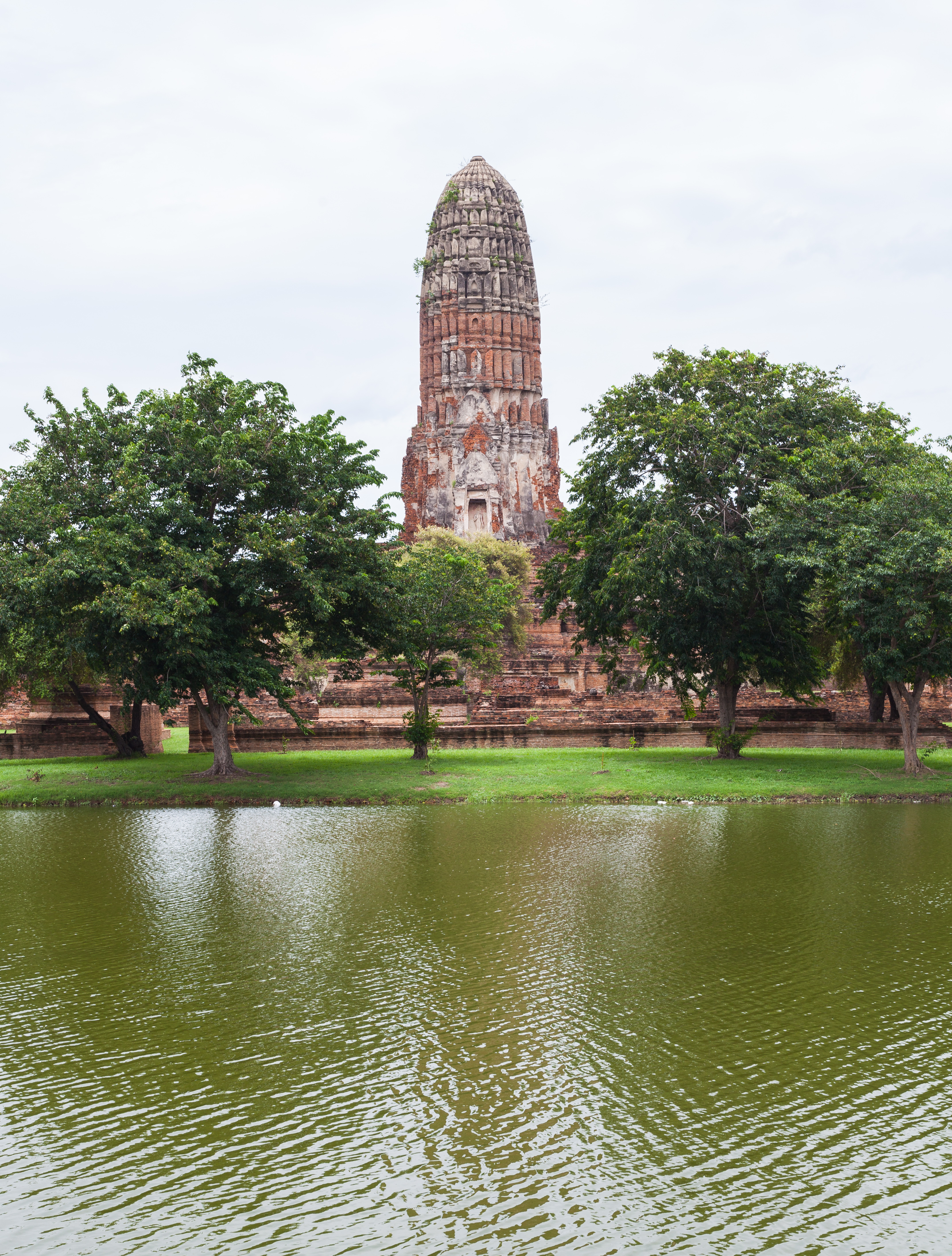
普蘭寺。
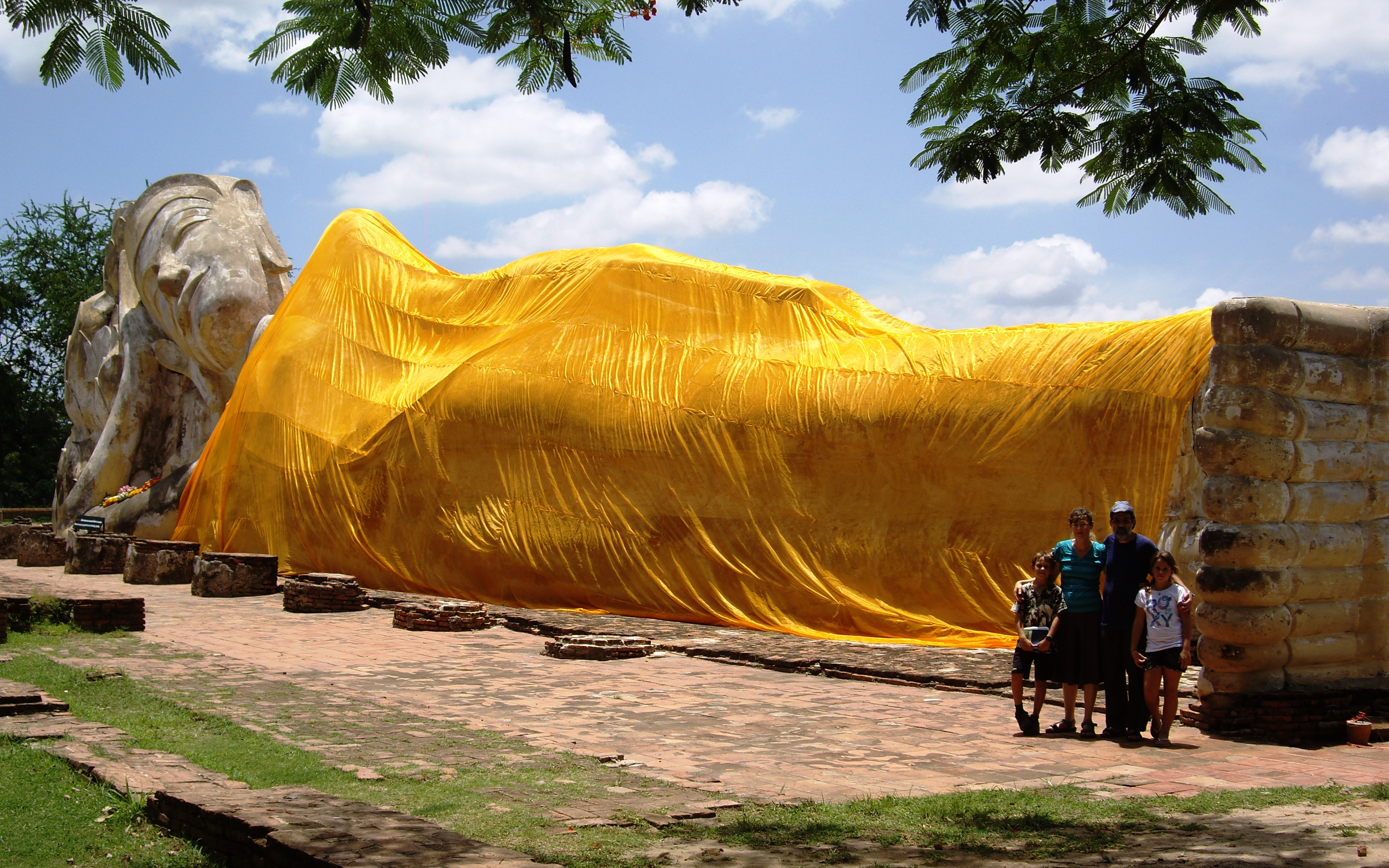
羅卡雅蘇塔寺，戶外大臥佛。
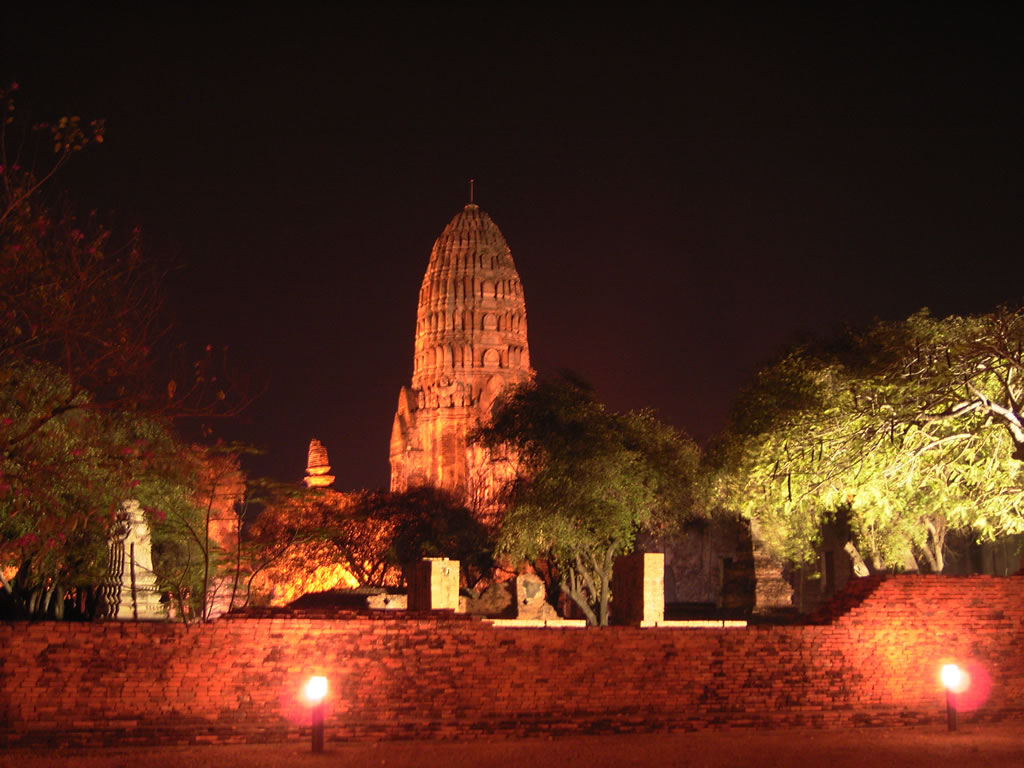
拉嘉布拉那寺。
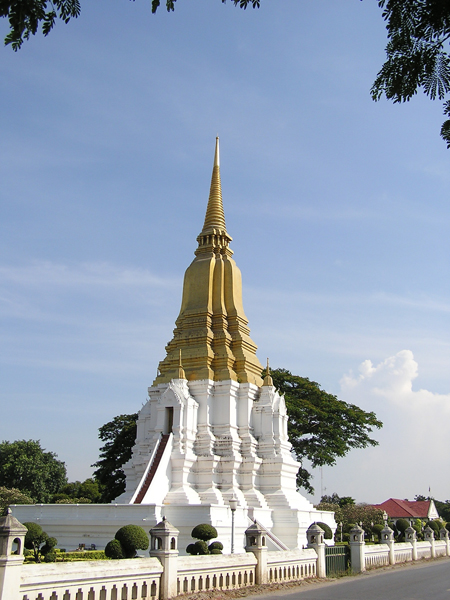
蘇利歐泰王妃納骨塔。
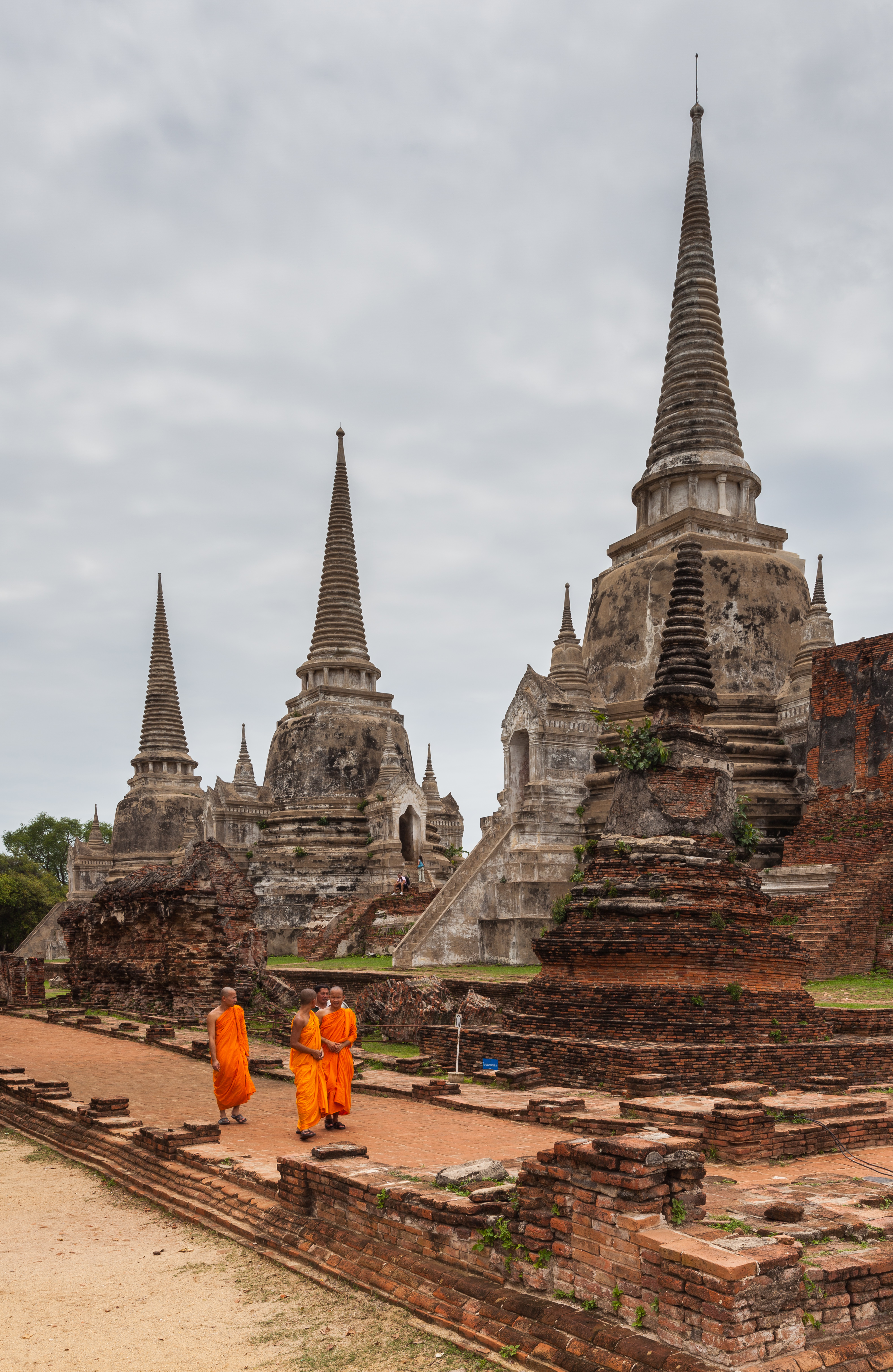
帕席桑碧寺。
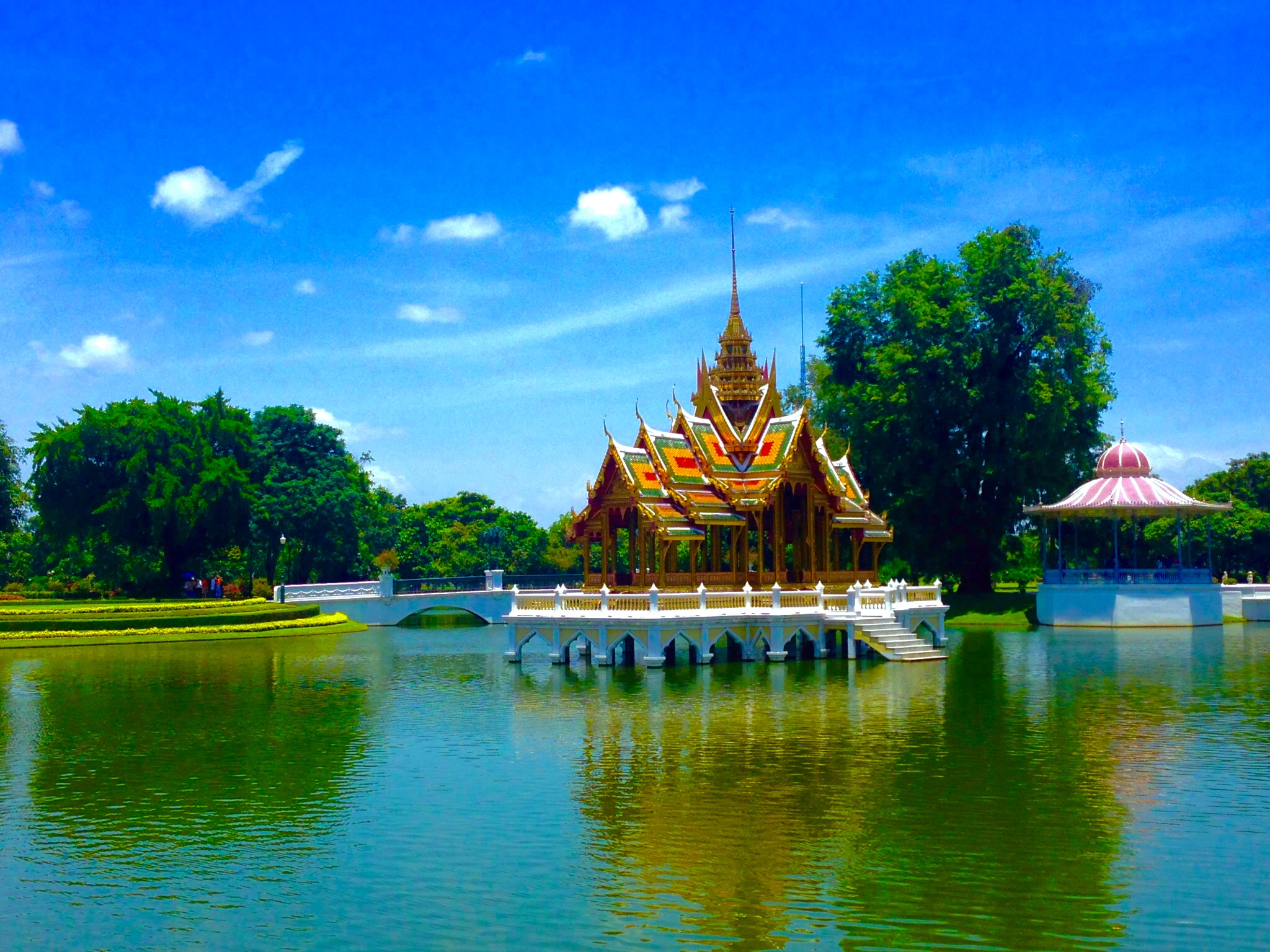
邦芭茵夏宮，中國式宮殿。
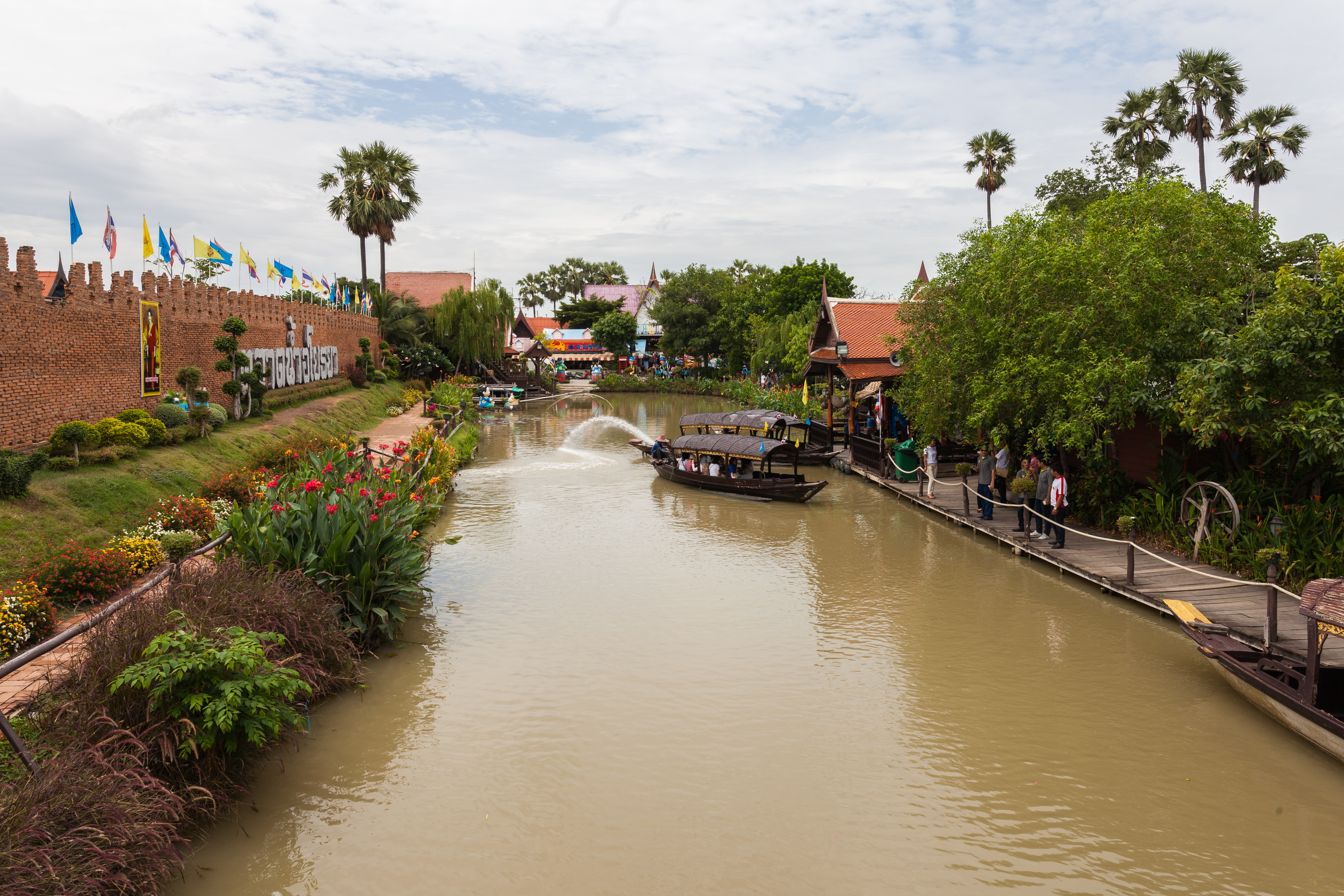
大城水上市場。

## 外部連結
- Wat Traphang Ngoen, Sukhothai, Thailand （页面存档备份，存于） （英文）
- Wat Trapang Ngen （页面存档备份，存于）